# Turkovskij rajon
Il Turkovskij rajon (in russo Турковский район?) è un rajon dell'Oblast' di Saratov, nella Russia europea; il suo capoluogo è Turki.